# 와이낫 (밴드)
와이낫(Ynot?)은 대한민국의 록 밴드이다. 1998년에 결성하였으며, 2002년에 데뷔 앨범, This is the freedom to the power!를 발매하였다.

## 음반 목록

### 정규 앨범
1. This is the freedom to the power! - 2002년 12월 6일, 데뷔 앨범
2. 《2집 아지랑이 리듬》 - 2009년 5월 18일
3. 《3집 What the Funk?》 - 2010년
4. 《2CD 라이브 앨범 Ynot?生》 - 2012년

### 싱글 앨범
1. Cherry - 2003년 10월 15일
2. Re-Member - 2005년 5월 13일
3. GreenApple - 2008년 5월 20일

## 방송
- KBS TOP밴드 2 출연